# Heřman I. Durynský
Heřman I. Durynský (německy Hermann I. von Thüringen; 1155? – 25. dubna 1217, Gotha) byl lantkrabě durynský a falckrabě saský z dynastie Ludowingů a mecenáš minnesängerů.

## Život
Heřman byl několikátým synem durynského lantkraběte Ludvíka a Judity, sestry Fridricha Barbarossy. Společně s bratrem Ludvíkem strávil mládí na dvoře francouzského krále Ludvíka VII., což výrazně poznamenalo jeho zálibu v literatuře a umění tehdejší doby. 

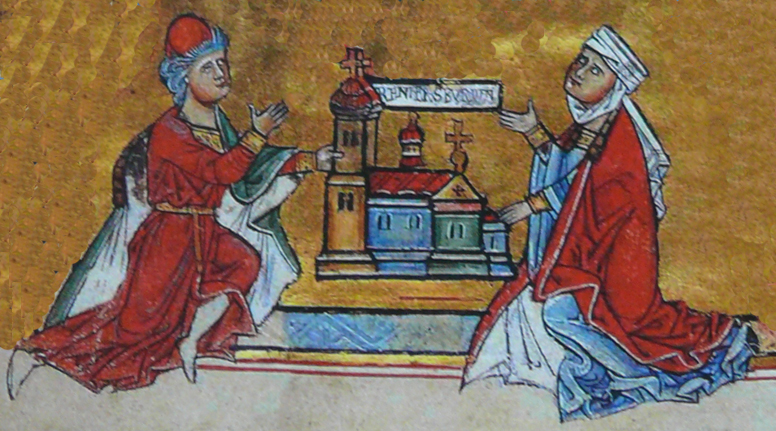
Heřman s druhou manželkou Žofií na dobové iluminaci (Alžbětin žaltář)

Po smrti otce († 1172) se stal lantkrabětem Heřmanův starší bratr Ludvík, společník z pařížského pobytu. Pro Ludvíka se stala osudnou účast na třetí křížové výpravě. Ve Svaté zemi onemocněl a při návratu domů zemřel během plavby u Kypru. Zanechal po sobě jedinou dceru.
Osiřelé země se roku 1190 ujal Heřman, který se vrátil z Palestiny. Během své vlády pravidelně měnil politický tábor přívrženců Filipa Švábského a Oty Brunšvického stejně jako jeho český bratranec Přemysl Otakar I. a dokonce uváděl, že se řídí Přemyslovou radou. Nakonec oba proti Otovi podporovali Fridricha Štaufského.
Během svého života nechal Heřman sepsat několik iluminovaných rukopisů (např. Alžbětin žaltář, Žaltář Heřmana Durynského) a patřil mezi významné patrony rytířské módy a mecenáše básníků a literátů.